# Blackpink
Blackpink (hangul: 블랙핑크; rr: Beullaegpingkeu;  estilizado como BLACKPINK ou BLΛƆKPIИK) é um grupo feminino sul-coreano formado pela YG Entertainment, composto por Jisoo, Jennie, Rosé e Lisa. O quarteto estreou em agosto de 2016 com o single álbum Square One, que conta com os singles "Boombayah" e "Whistle". 
Blackpink é o girl group coreano de maior sucesso internacionalmente e muitas vezes foi apelidado de "o maior girl group do mundo". Elas são o ato feminino coreano de maior sucesso na Billboard Hot 100, chegando ao número 13 com "Ice Cream" (2020), e na Billboard 200, chegando ao primeiro lugar com Born Pink que também estabeleceu o recorde para o álbum mais vendido de um girl group coreano e foi o primeiro a vender mais de dois milhões de cópias. Elas foram o primeiro girl group coreano a liderar a Artist 100 da Billboard e o primeiro girl group coreano a entrar e liderar a parada Emerging Artists da Billboard. Blackpink também foi o primeiro ato feminino coreano a receber uma certificação da Recording Industry Association of America (RIAA) com seu single "Ddu-Du Ddu-Du" (2018), cujo videoclipe foi o primeiro de um grupo coreano a superar um bilhão de visualizações e atualmente é o mais visto por um grupo coreano no YouTube. Sua canção de 2018 "Kiss and Make Up", uma colaboração com Dua Lipa, foi a primeira de um grupo coreano a receber uma certificação da British Phonographic Industry (BPI) e a primeira música de um grupo coreano a ser certificado como platina pela Australian Recording Industry Association (ARIA). Born Pink foi o primeiro álbum de um girl group de K-pop na história a alcançar o número um na Billboard 200, bem como no UK Albums Chart. O single principal do álbum "Pink Venom" também foi a primeira canção do grupo coreano a chegar ao topo da ARIA Singles Chart em 2022.
Blackpink quebrou vários recordes online ao longo de sua carreira. Seus videoclipes de "Kill This Love" (2019) e "How You Like That" (2020) estabeleceram recordes para o videoclipe mais visto nas primeiras 24 horas de lançamento, com o último quebrando três e estabelecendo dois Guinness World Records. Elas também são o primeiro grupo coreano a ter dois videoclipes com pelo menos um bilhão de visualizações no YouTube. Elas são o primeiro grupo musical e ato feminino coreano a ter cinco videoclipes acumulando um bilhão de visualizações cada no YouTube; o ato musical mais inscrito na plataforma e o primeiro a atingir mais de 75 milhões de assinantes; e o grupo feminino mais seguido no Spotify. Seus outros prêmios incluem o Prêmio de Novo Artista do Ano no 31º Golden Disc Awards e o 26º Seoul Music Awards, o Mnet Asian Music Award de Melhor Grupo Feminino em 2020, o primeiro MTV Music Video Award ganho por um grupo feminino coreano, e reconhecimento como o primeiro grupo feminino coreano no 30 Under 30 Asia da Forbes. Elas foram reconhecidas como uma das celebridades mais poderosas da Coreia do Sul pela Forbes Korea (colocado em primeiro lugar em 2019, terceiro em 2020 e segundo em 2021) e pelo ex-presidente sul-coreano Moon Jae-in como um fenômeno global do K-pop ajudando a popularizar o conteúdo do K-pop em todo o mundo.

## História

### 2010–2016: Formação e atividades de pré-estreia
Blackpink começou a se formar quando a YG Entertainment realizou testes em todo o mundo para recrutar pré-adolescentes ou adolescentes para criar um novo grupo feminino depois de lançar seu primeiro grande grupo, 2NE1, em 2009. De acordo com as integrantes, ingressar na gravadora como estagiárias era semelhante a se matricular em uma academia de pop-star em tempo integral, com Jennie descrevendo a experiência como "mais rigorosa que a escola" e Rosé comparando-a ao The X Factor com dormitórios. Para as integrantes que deixaram suas vidas fora da Coreia do Sul, o ritmo de treinamento ao lado do choque cultural foi especialmente difícil. Os preparativos para a estreia de Blackpink começaram em 2011, quando a YG Entertainment revelou em 14 de novembro de 2011 que o novo grupo feminino da gravadora estrearia no início de 2012 com pelo menos sete integrantes. A partir de então, surgiram inúmeras notícias e rumores em torno do novo girl group sobre o atraso de sua estreia, mas não houve informações oficiais. Foi somente em 18 de maio de 2016, que a YG Entertainment confirmou que o girl group estrearia em julho, afirmando que as integrantes foram selecionadas através de anos de forte competição. A gravadora mais tarde confirmou que Jang Hanna e Moon Sua, que foram apresentadas ao público como integrantes em potencial do novo girl group, não foram incluídas na formação de estreia.
Jennie foi a primeira integrante revelada a estar no grupo em 1 de junho. Ela se juntou à YG Entertainment como estagiária em 2010 depois de voltar para a Coreia do Sul da Nova Zelândia. Em 2012, ela foi apresentada ao público pela primeira vez por meio de uma foto intitulada "Who's that girl?" através do blog oficial da YG Entertainment em 10 de abril. Jennie continuou a ser promovida como integrante do novo girl group com várias colaborações, como estrelar o videoclipe de 2012 "That XX" de G-Dragon do EP One of a Kind  e participar de "Black" do álbum Coup d'etat de 2013 de G-Dragon e "Special" de Lee Hi do álbum First Love de 2013.
Lisa foi revelada como a segunda integrante em 8 de junho de 2016. Ela foi a única pessoa entre 4.000 candidatos a passar na audição da YG Entertainment de 2010 em seu país natal, Tailândia, e se tornou a primeira estagiária estrangeira da gravadora em 2011. Ela foi apresentada pela primeira vez em 2012 com um vídeo postado no canal oficial da YG Entertainment no YouTube intitulado "WHO'S THAT GIRL???". Lisa também apareceu no videoclipe de "Ringa Linga" de Taeyang em 2013. Ela se tornou uma porta-voz da marca de roupas de rua Nona9on em 2015 e da marca de cosméticos Moonshot em 2016.
Jisoo foi revelada como a terceira integrante do novo grupo em 15 de junho de 2016. Ela se juntou à YG Entertainment como estagiária em julho de 2011 e apareceu em vários anúncios e videoclipes em seus anos de pré-estreia, incluindo "Spoiler + Happy Ending" (2014) do álbum de estúdio Shoebox do Epik High e do videoclipe da duo Hi Suhyun "I'm Different" (2014). Ela também fez uma aparição no drama de 2015 The Producers.
Rosé foi a última integrante a ser revelada, em 22 de junho de 2016. Ela ficou em primeiro lugar entre 700 candidatos na audição da YG Entertainment de 2012 na Austrália, após o qual ela assinou um contrato de estagiária com a gravadora e se mudou para Seul para começar a treinar. Ela apareceu na faixa de G-Dragon "Without You" (2012) de One of a Kind, creditada como "? from YG New Girl Group" até sua apresentação pública oficial.

O logotipo oficial do grupo.

Em 29 de junho, a YG Entertainment confirmou que o novo girl group teria quatro integrantes em vez das nove originalmente planejadas e revelou seu nome oficial como Blackpink. De acordo com um representante da gravadora, o nome do grupo significava "bonito não é tudo" e simbolizava que "elas são um time que engloba não apenas beleza, mas também grande talento". Jisoo mais tarde divulgou em uma conferência de imprensa que outros nomes de grupos em consideração incluíam Pink Punk, Baby Monster e Magnum. Blackpink lançou seu primeiro vídeo de prática de dança em 6 de julho, recebendo grande atenção dos espectadores. Em 29 de julho, a YG Entertainment confirmou que a estreia de Blackpink seria em 8 de agosto de 2016.

### 2016–2017: Estreia, popularidade crescente e sucesso comercial

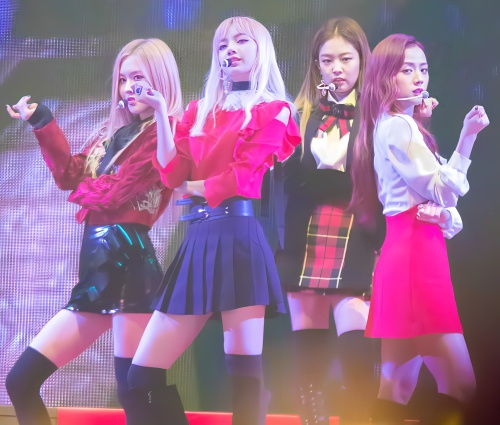
Blackpink se apresentando no Melon Music Awards, novembro de 2016.

As promoções para a estreia do grupo começaram na primeira semana de agosto de 2016 com o lançamento de imagens prévias, vídeos e anúncios. O primeiro girl group a estrear pela YG Entertainment em sete anos, Blackpink lançou seu primeiro single álbum, Square One, em 8 de agosto de 2016, composto pelas faixas "Boombayah" e "Whistle". Elas alcançaram o número um e dois na parada World Digital Song Sales da Billboard, tornando o Blackpink o ato mais rápido a alcançar tal feito e o terceiro artista da YG Entertainment a ocupar as duas primeiras posições simultaneamente, depois de Psy e Big Bang. "Whistle" rapidamente alcançou o topo das tabelas digitais, de download, streaming e mobile da Gaon. O grupo também alcançou o primeiro lugar nas tabelas semanais de popularidade, videoclipes e videoclipes de K-pop do maior serviço de streaming de música da China, o QQ Music. A primeira apresentação do Blackpink foi ao ar em 14 de agosto de 2016 no Inkigayo da SBS. Elas ganharam o primeiro lugar no Inkigayo treze dias após sua estreia, quebrando o recorde de menor tempo para um girl group ganhar em um programa de música após a estreia na época. Elas encerraram as promoções do Square One em 11 de setembro de 2016, com outra vitória no Inkigayo.
Blackpink lançou seu segundo single álbum, Square Two, composto pelas faixas "Playing with Fire" e "Stay", em 1 de novembro de 2016. O grupo começou as promoções no Inkigayo em 6 de novembro e no M Countdown da Mnet em 10 de novembro. "Playing with Fire" foi o segundo single de Blackpink a alcançar o número um na tabela World Digital Songs da Billboard e a primeira música de um girl group de K-pop a entrar na tabela Canadian Hot 100. Na Coreia do Sul, "Playing with Fire" atingiu o número três, enquanto "Stay" conseguiu chegar ao décimo lugar. O sucesso comercial do Blackpink em seus primeiros cinco meses rendeu-lhes vários prêmios de estreia nos principais shows de premiação de fim de ano da Coreia, incluindo o Asia Artist Awards, Melon Music Awards, Golden Disc Awards, Seoul Music Awards e o Gaon Chart Music Awards. Além disso, a Billboard as nomeou um dos melhores novos grupos de K-pop de 2016.

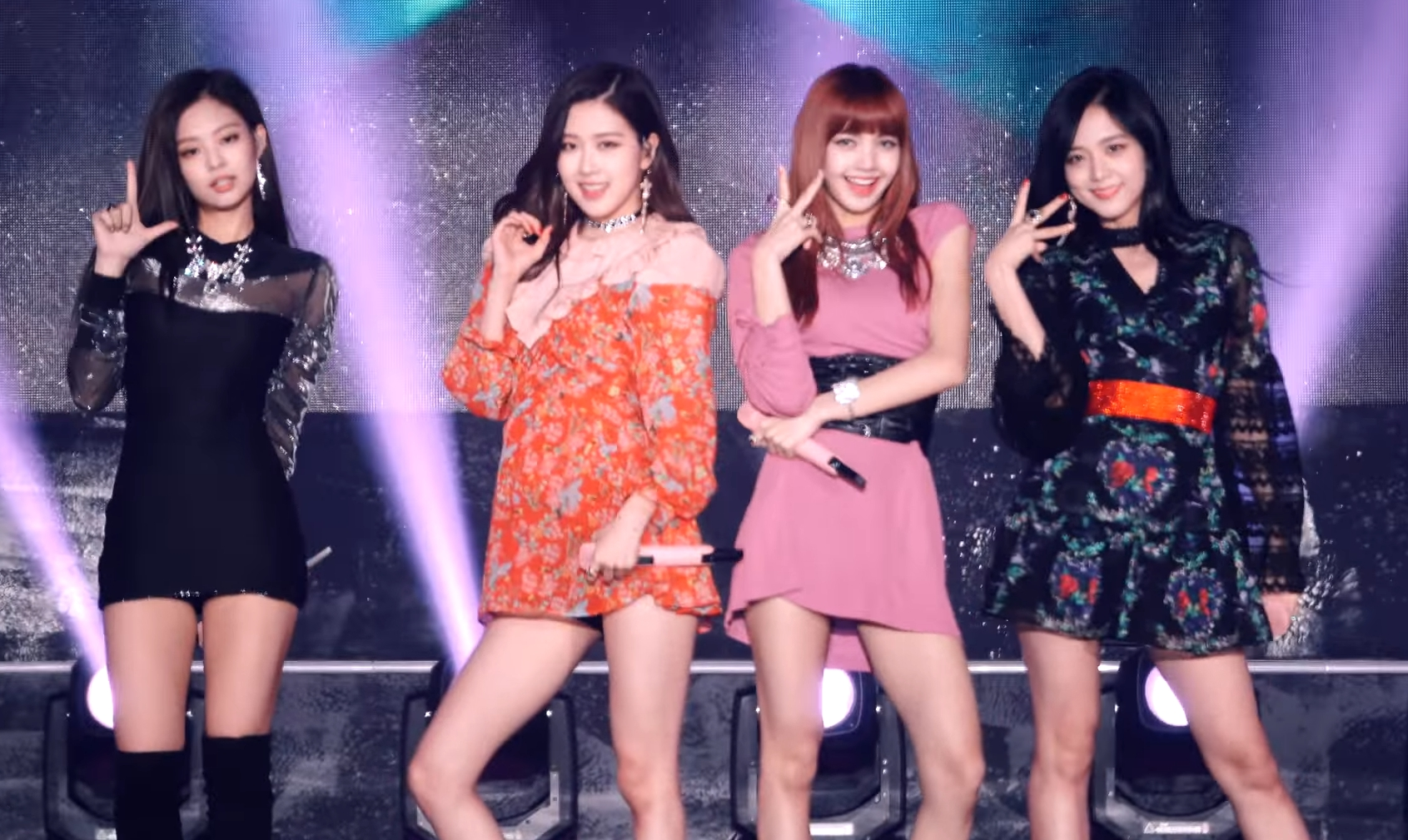
Blackpink apresentando "As If It's Your Last" no Korea Music Festival, realizado em Gocheok Sky Dome, Seul, em outubro de 2017.

Em 17 de janeiro de 2017, o Blackpink revelou o nome de seu fã-clube — "Blink", uma palavra-valise de "black" e "pink". Em 22 de junho, o grupo lançou seu primeiro single digital autônomo, "As If It's Your Last". Foi descrito como um "gênero misto de música" e uma mudança de som de seus lançamentos anteriores. A canção alcançou o número três na Gaon Digital Chart e no número 13 na Bubbling Under Hot 100 da Billboard, que deu a elas a canção coreana mais bem colocada por um grupo na América na época e fez do Blackpink o grupo coreano mais bem sucedido desde Wonder Girls em 2009. A canção também estreou no número um na parada World Digital Song Sales da Billboard um dia após o lançamento, tornando-se o terceiro número um na parada. O videoclipe da canção mais tarde quebrou o recorde de videoclipe mais curtido por um girl group coreano no YouTube, bem como o videoclipe de um grupo de K-pop mais visto nas primeiras 24 horas de lançamento. Em 20 de julho de 2017, Blackpink realizou um showcase no Nippon Budokan em Tóquio, que contou com a presença de mais de 14.000 pessoas, com até 200.000 pessoas tentando comprar ingressos. O grupo fez sua estreia no Japão em 30 de agosto de 2017, com o lançamento de seu extended play japonês auto-intitulado que incluiu versões japonesas de seus singles anteriores. O EP estreou e alcançou o topo da Oricon Albums Chart. Blackpink foi classificado entre as 25 melhores músicas globais do verão de 2017 do YouTube com "As If It's Your Last".

### 2018–2019: Reconhecimento internacional e primeira turnê mundial
Em 6 de janeiro de 2018, Blackpink lançou o primeiro episódio de seu primeiro reality show, Blackpink House, que incluiu 12 episódios lançados ao longo de 2018, após as quatro integrantes passarem 100 dias de férias enquanto se mudavam para seu novo dormitório, através de seus canais oficial no V Live e YouTube. Em janeiro de 2018, foi anunciado que o EP japonês de estreia do grupo seria relançado sob o nome de Re: Blackpink. A versão digital incluía as mesmas músicas do lançamento original, enquanto a versão física incluía um DVD contendo todos os videoclipes e seis músicas no idioma coreano.

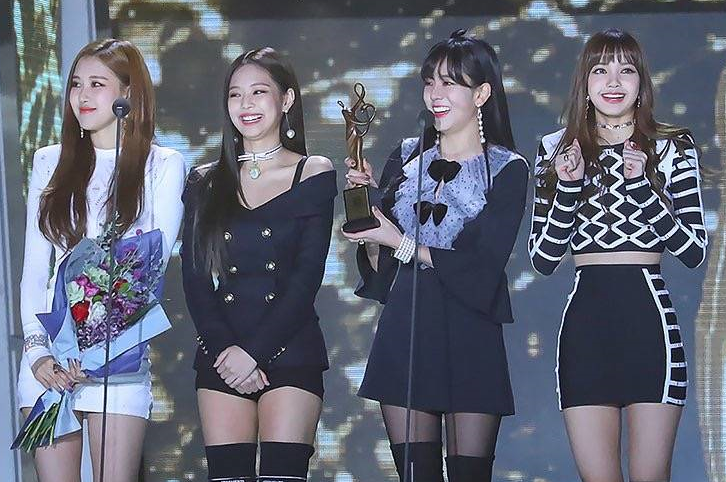
Blackpink na 27ª edição do Seoul Music Awards, em 25 de janeiro de 2018.

Em 15 de junho de 2018, o grupo lançou seu primeiro EP em coreano, Square Up. Na Coreia do Sul, Square Up estreou em primeiro lugar na Gaon Albums Chart e foi certificado Platina pela Korea Music Content Association (KMCA) pela venda de 250.000 unidades. O single, "Ddu-Du Ddu-Du", alcançou o número um nas paradas digitais, download, streaming e móvel na Gaon por três semanas, enquanto "Forever Young" alcançou o número dois; ambas as canções foram certificadas como Platina pela KMCA por ultrapassar 2.500.000 downloads e 100.000.000 de streams no país. "Ddu-Du Ddu-Du" estreou no número 55 na Billboard Hot 100, tornando o Blackpink o girl group coreano com a parada mais alta nos EUA, e no número 39 na parada Streaming Songs dos EUA, tornando o Blackpink o primeiro girl group de K-pop a entrar no parada. Square Up também trouxe ao grupo sua primeira entrada e o álbum mais bem sucedido de um girl group de K-pop no momento de seu lançamento na Billboard 200, estreando no número 40. O EP também liderou a parada World Albums da Billboard. A contagem oficial do YouTube viu o videoclipe de "Ddu-Du Ddu-Du" acumular um total de 36,2 milhões de visualizações em 24 horas após seu lançamento, tornando-o o vídeo on-line mais visto nas primeiras 24 horas por um ato coreano e o segundo  videoclipe mais assistido de todos os tempos nas primeiras 24 horas de lançamento na época.

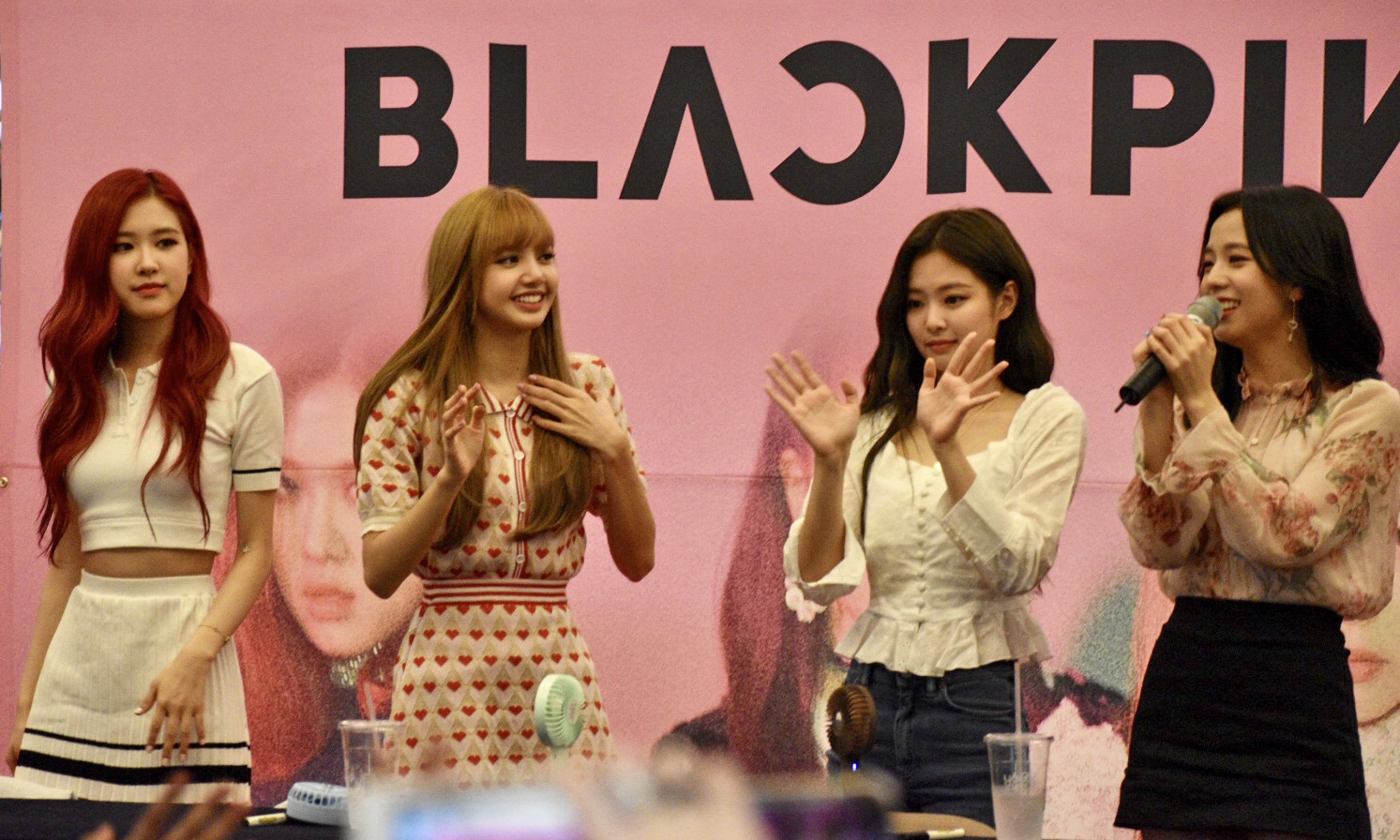
Blackpink participando de um evento de autógrafos para Square Up realizado no AK Plaza em Bundang, 24 de junho de 2018.

Blackpink embarcou em sua primeira turnê no Japão, Blackpink Arena Tour 2018, em Osaka, de 24 a 25 de julho, para promover seu EP japonês. A turnê foi inicialmente marcada para seis shows em Osaka, Fukuoka e Chiba, mas um show adicional em Chiba foi adicionado devido à grande demanda. Uma parada final da turnê foi posteriormente adicionada para 24 de dezembro no Kyocera Dome Osaka como um presente de Natal para os fãs, onde Blackpink se apresentou para uma multidão esgotada de 50.000 pessoas. Em 12 de setembro, foi anunciado que o grupo faria seu primeiro show em Seul, Blackpink 2018 Tour [In Your Area] Seoul x BC Card, na Olympic Gymnastics Arena. O show foi o primeiro show da In Your Area World Tour, que continuou ao longo de 2019 e início de 2020 na América do Norte, Europa, Oceania e Ásia. Ao final de sua execução, a turnê se tornou a turnê de maior bilheteria de um girl group sul-coreano.
Em 19 de outubro de 2018, a cantora inglesa Dua Lipa lançou "Kiss and Make Up" com Blackpink, uma nova faixa na edição relançada de seu álbum de estreia auto-intitulado. "Kiss and Make Up" tornou-se a segunda entrada do grupo na UK Singles Chart, chegando ao número 36, e sua primeira entrada no top 40. Elas foram o primeiro girl group coreano e o terceiro ato coreano geral a chegar ao top 40. A canção também estreou no número 93 na Billboard Hot 100, marcando a segunda entrada do Blackpink na parada e tornando-os o único girl group coreano a marcar várias entradas na parada.
Em outubro de 2018, o grupo assinou com a Interscope Records em uma parceria global com a YG Entertainment; elas deveriam ser representadas pela Interscope e Universal Music Group fora da Ásia. Em novembro de 2018, o Blackpink anunciou datas adicionais da turnê In Your Area World Tour, que cobriu treze datas na Ásia de janeiro a março de 2019. Jennie fez sua estreia solo com seu single "Solo" no show do Blackpink em Seul em 11 de novembro; tanto a canção quanto seu videoclipe oficial foram lançados no dia seguinte. Seu primeiro álbum de estúdio japonês, Blackpink in Your Area, foi disponibilizado digitalmente em 23 de novembro e fisicamente em 5 de dezembro. O álbum incluiu versões japonesas de todos os seus lançamentos anteriores e estreou no número nove na Oricon Albums Chart.

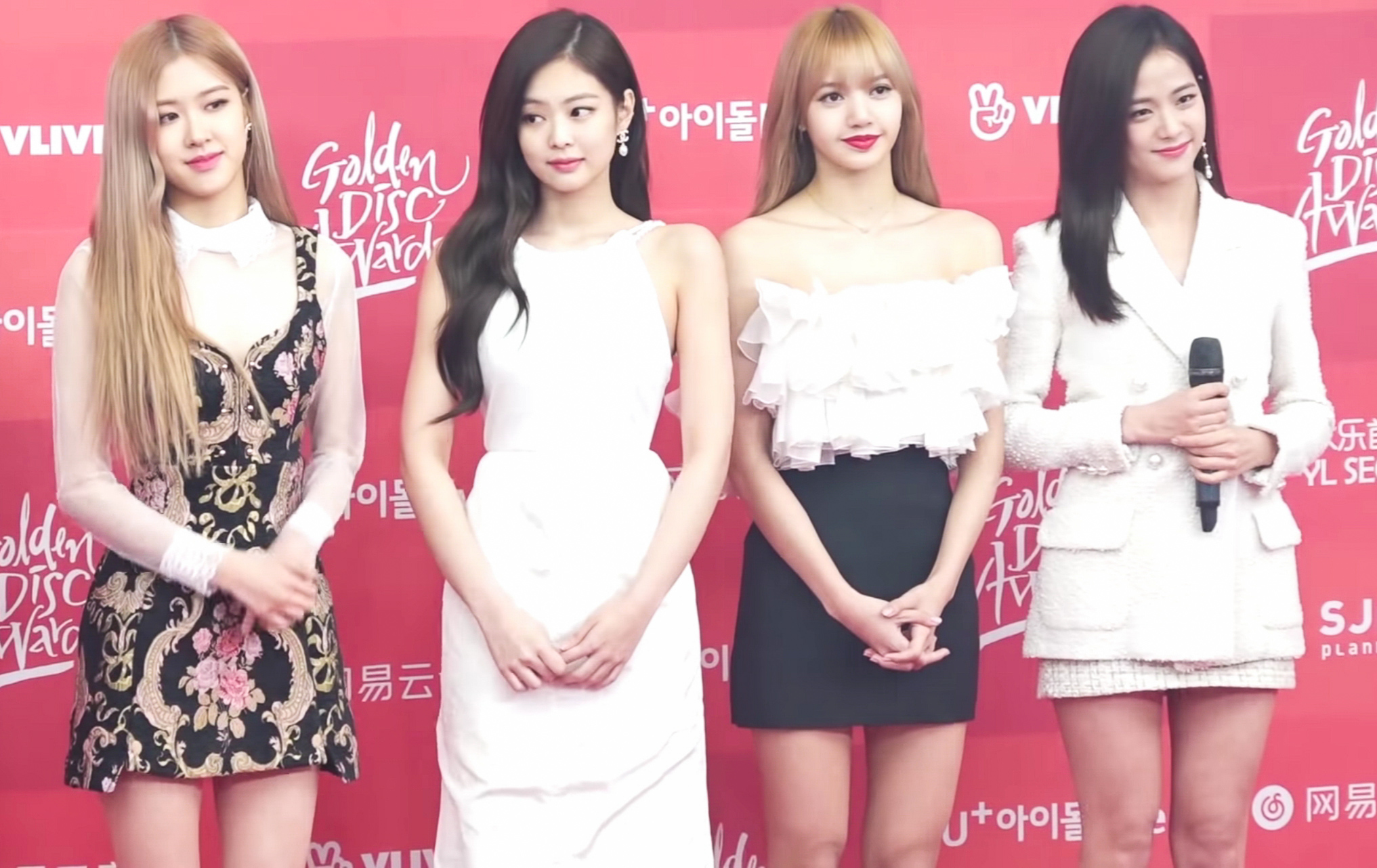
Blackpink no 33º Golden Disc Awards, em 2019.

Blackpink fez sua estreia americana no Grammy Artist Showcase 2019 do Universal Music Group, um evento apenas para convidados no ROW no centro de Los Angeles em 9 de fevereiro de 2019. O grupo posteriormente apareceu em vários programas de televisão americanos, incluindo The Late Show with Stephen Colbert e Good Morning America. Em março daquele ano, elas se tornaram o primeiro girl group de K-pop a adornar a capa da revista Billboard.
O terceiro EP do Blackpink, Kill This Love, foi lançado em 5 de abril de 2019, juntamente com um single de mesmo nome. O EP estreou no número três na Gaon Album Chart e foi certificado 2× Platina por vender 500.000 unidades no país, e o single principal alcançou o número dois na Gaon Digital Chart. Kill This Love também estreou no número 24 na Billboard 200, enquanto o single principal alcançou o número 41 na Hot 100, tornando-se os lançamentos mais bem sucedidos de um ato feminino coreano nas duas principais paradas da Billboard. "Kill This Love" ficou em 66º lugar na lista das 100 melhores músicas de 2019 da Billboard. Após o lançamento do EP, Blackpink se apresentou no Coachella Valley Music and Arts Festival de 2019 em 12 e 19 de abril de 2019, tornando-os o primeiro girl group de K-pop a fazê-lo.. O set do grupo no Coachella foi bem recebido por críticos e fãs, com Gab Ginsberg da Billboard chamando o show de "eletrizante" e "inesquecível".

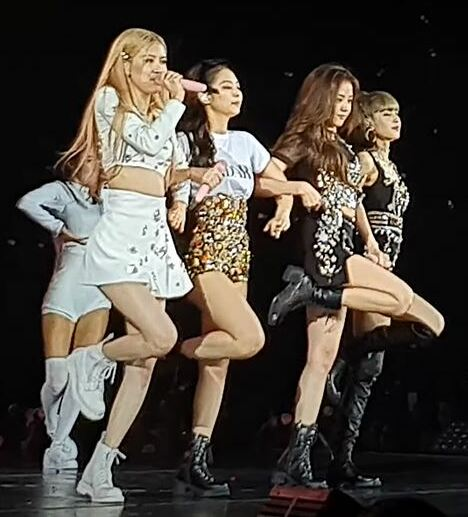
Blackpink em concerto da In Your Area World Tour em Barcelona, maio de 2019.

Em 16 de outubro de 2019, uma versão japonesa de Kill This Love foi lançada no mercado japonês, chegando ao número 17 na Oricon Albums Chart. O grupo embarcou para o Japão para uma variedade de atividades promocionais, incluindo aparições em programas de televisão de música japonesa Music Station da TV Asahi e Love Music da Fuji TV. Blackpink foi eleito a Sensação K-pop do Ano da revista Paper para a edição de 2019 de sua lista anual Break the Internet Awards™.

### 2020–2021:The Albume The Show
Em 22 de abril, foi confirmado que o grupo estaria trabalhando com Lady Gaga em seu sexto álbum de estúdio, Chromatica. Sua colaboração, "Sour Candy", foi lançada como single promocional em 28 de maio de 2020. Na Billboard Hot 100, a canção estreou no número 33, dando ao Blackpink seu primeiro hit no top 40 e se tornando a canção mais bem colocada do grupo nos EUA na época, bem como a música mais bem colocada por um girl group de K-pop. Na Austrália, a canção estreou no número oito, tornando-se o hit de maior sucesso do Blackpink no país. Foi também o seu primeiro single no top 20 no Reino Unido, estreando no número 17.
Em 18 de maio, a YG Entertainment anunciou que o grupo lançaria um single de pré-lançamento em junho, seguido por um single adicional entre julho e agosto, para promover seu primeiro álbum de estúdio coreano. Em 2 de junho, a YG Entertainment confirmou que após o lançamento do álbum de estúdio, as integrantes Rosé, Lisa e Jisoo lançariam projetos individuais, com Rosé chegando primeiro. No meio dos preparativos de retorno do grupo, a YG Entertainment lançou um prólogo do mais novo reality show do Blackpink, 24/365 with Blackpink, em 13 de junho, antes de seu lançamento no YouTube. O programa documenta seus retornos em 2020, além de compartilhar suas vidas diárias por meio de vlogs. O single "How You Like That" foi fortemente divulgado nas mídias sociais antes de seu lançamento digital em 26 de junho. A canção alcançou o primeiro lugar nas paradas Digital, Download e Streaming da Gaon Streamin por três semanas. "How You Like That" se tornou a quinta canção do Blackpink a entrar nas paradas da Billboard Hot 100 (chegando ao número 33), e seu videoclipe quebrou cinco recordes mundiais do Guinness. A canção ficou em primeiro lugar no Top 10 Músicas de Verão Globais de 2020 do Youtube Music e ganhou Canção do Verão no MTV Video Music Awards de 2020, tornando Blackpink o primeiro ato feminino coreano a vencer na premiação. Em 23 de julho, a YG Entertainment anunciou que um segundo single, "Ice Cream", com a cantora americana Selena Gomez, seria lançado em 28 de agosto. "Ice Cream" estreou e alcançou o número 13 na Billboard Hot 100, tornando-se a canção de maior sucesso do Blackpink. Sua estreia no número 39 no Reino Unido, fez do Blackpink o ato coreano com mais hits no top 40 (cinco) naquela região na época.
Blackpink lançou seu primeiro álbum de estúdio coreano, The Album, em 2 de outubro de 2020, com "Lovesick Girls" como seu terceiro e principal single. Antes da estreia do vídeo exclusivo de seu videoclipe de "Lovesick Girls", o Blackpink apareceu no novo programa de música original do YouTube lançado como seu primeiro artista em destaque, que incluiu momentos de "acesso não filtrado" do grupo. O álbum alcançou o número dois na Billboard 200 e no UK Albums Chart, tornando o Blackpink o ato feminino coreano mais bem sucedido em cada um. O álbum também estabeleceu um recorde de vendas de álbuns na primeira semana para um girl group coreano, com 590.000 cópias vendidas em apenas um dia após o lançamento do álbum físico. Blackpink se tornou o primeiro girl group de K-pop a vender um milhão de cópias com The Album, vendendo aproximadamente 1,2 milhão de cópias em menos de um mês após o lançamento. Blackpink apresentou "Lovesick Girls" no Good Morning America e Jimmy Kimmel Live! nos Estados Unidos em 21 de outubro.
O primeiro documentário do grupo, Blackpink: Light Up the Sky, estreou na Netflix em 14 de outubro de 2020 e cobriu os quatro anos desde a estreia do grupo em 2016. O documentário inclui imagens de seus dias de treinamento, olhares sobre suas vidas em casa, histórias dos bastidores e entrevistas com os membros, bem como vislumbres da criação do The Album. O sucesso comercial de The Album, combinado com o documentário da Netflix do grupo, resultou no Blackpink no topo do Pop Star Power Ranking da Bloomberg no mês de outubro; elas foram o primeiro ato coreano a liderar o ranking desde a sua criação em abril daquele ano.
Em 2 de dezembro, o Blackpink anunciou sua colaboração com o YouTube Music para seu primeiro show ao vivo. O evento ao vivo, apelidado de "The Show", foi inicialmente programado para ocorrer em 27 de dezembro de 2020, mas foi remarcado para 31 de janeiro de 2021, devido aos novos regulamentos de pandemia de COVID-19 introduzidos na Coreia do Sul. O concerto contou com as primeiras apresentações ao vivo de várias músicas do The Album, bem como da canção "Gone" de Rosé de seu primeiro álbum solo R. Mais de 280.000 pessoas compraram assinaturas para acessar o show, e o show foi transmitido ao vivo em 100 países.

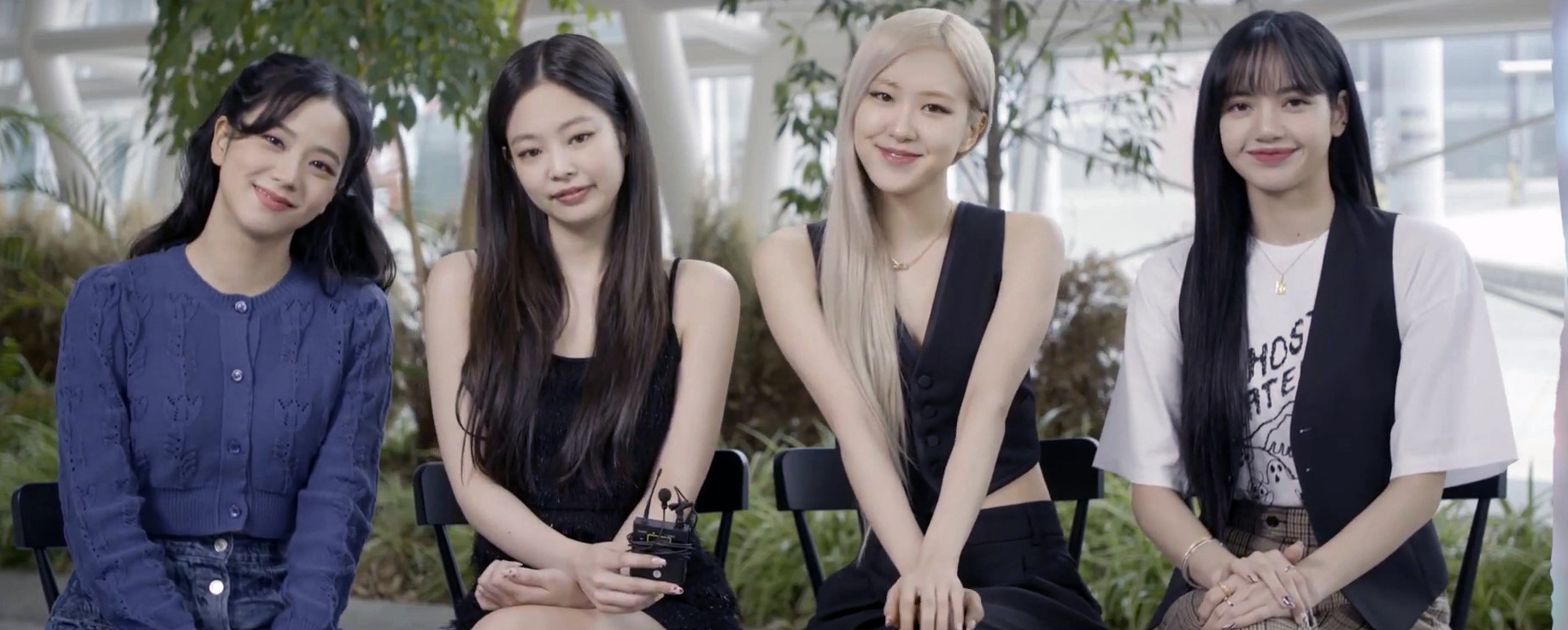
Blackpink em 2021.

Blackpink lançou uma versão japonesa do The Album em 3 de agosto de 2021 com versões japonesas para quatro das oito faixas ("How You Like That", "Pretty Savage", "Lovesick Girls" e "You Never Know"), que  atingiu o número três na Oricon Albums Chart. Para promover o álbum, elas apareceram em programas de televisão de música japonesa, como o Music Station da TV Asahi. Em 4 de agosto, um documentário intitulado Blackpink: The Movie foi lançado nos cinemas na Coreia do Sul e em todo o mundo, que incluiu entrevistas exclusivas com o grupo, bem como apresentações ao vivo do The Show e da In Your Area World Tour.

### 2022–2023:Born Pink
Em 6 de julho de 2022, a YG Entertainment anunciou que o Blackpink estava nos estágios finais de gravação de um novo álbum com planos de gravar um videoclipe em meados de julho e lançar uma nova canção em agosto.Eles também confirmaram que o grupo embarcaria em sua segunda turnê mundial no final do ano. Em 12 de julho, a YG Entertainment revelou que o Blackpink realizaria um concerto virtual no jogo no PUBG Mobile de 22 a 30 de julho, incluindo apresentações de canções de sucesso do grupo, bem como uma faixa especial intitulada "Ready for Love" a ser visualizada durante o evento pela primeira vez. Foi lançado na íntegra com um videoclipe animado em 29 de julho.
Em 31 de julho, foi anunciado que o segundo álbum do grupo, Born Pink, seria lançado em 16 de setembro, precedido por um single de pré-lançamento intitulado "Pink Venom" a ser lançado em 19 de agosto e seguido por uma turnê mundial que o acompanha a partir de outubro. Em 15 de agosto, o grupo foi anunciado como parte da programação do MTV Video Music Awards de 2022, tornando-os o primeiro girl group de K-pop da história a fazê-lo. Born Pink e o segundo single do álbum, "Shut Down", foram lançados em 16 de setembro de 2022. 
Em 17 de setembro de 2023, Blackpink realizou sua última apresentação ao vivo do ano no Gocheok Sky Dome em Seoul. O show foi o último da turnê BORN PINK, que passou pela América, Europa e Ásia.

### 2024:Ano detransição e preparação para o retorno
No ano de 2024, o Blackpink viveu um período de grande transição em sua carreira. As integrantes decidiram não renovar seus contratos coletivos com a YG Entertainment, empresa responsável pelo gerenciamento do grupo desde sua estreia. Com isso, cada membro passou a focar em projetos solo e individuais, buscando expandir suas próprias trajetórias artísticas. Lisa, Jennie e Rosé lançaram álbuns e singles que destacaram seu talento e versatilidade, consolidando ainda mais sua presença no cenário musical mundial. Já Jisoo direcionou seus esforços para a carreira de atriz, participando de dramas e filmes que ampliaram seu alcance artístico. Essa fase permitiu que as integrantes explorassem seus estilos pessoais e interesses, ao mesmo tempo em que mantinham a expectativa de um retorno coletivo no futuro.
Em agosto de 2024, o BLACKPINK celebrou seu oitavo aniversário com um evento exclusivo para um número seleto de fãs. A ocasião contou com uma sessão de autógrafos e momentos de interação que reforçaram a forte conexão entre o grupo e sua base global de admiradores. Mesmo diante da pausa nas atividades conjuntas, o evento destacou o compromisso das integrantes com seus fãs e marcou um momento importante de união.
Durante o segundo semestre do ano, o grupo deu início aos preparativos para o lançamento de um novo álbum e o planejamento de uma turnê mundial, sinalizando seu retorno oficial aos palcos internacionais. A expectativa pelo novo trabalho era grande, alimentada pelo amadurecimento artístico das integrantes e pelo crescimento global do K-pop, que consolidava o Blackpink como um dos principais nomes do gênero.
Durante o ano, as integrantes participaram de diversas atividades individuais que reforçaram seu prestígio internacional. Lisa lançou o single “Rockstar” em junho de 2024, quebrando recordes de visualizações no YouTube para uma artista solo de K-pop naquele ano. Além disso, ela estreou como atriz na terceira temporada da série norte-americana The White Lotus, exibida pela HBO, recebendo atenção internacional por sua performance. Jisoo consolidou sua imagem como referência de estilo ao assumir o posto de embaixadora global da Tommy Hilfiger, estrelando campanhas e participando de eventos da marca. Rosé, por sua vez, firmou novas colaborações com grifes de luxo como Tiffany & Co. e Saint Laurent, além de ter seu nome envolvido em discussões públicas após uma foto antiga com a atriz Gal Gadot voltar a circular em meio a controvérsias políticas. Mesmo em meio a trajetórias paralelas, as integrantes mantiveram a imagem do BLACKPINK em evidência, alimentando expectativas para futuras reuniões do grupo.
Além das conquistas individuais, o BLACKPINK permaneceu em evidência na indústria global do entretenimento ao ser frequentemente homenageado e referenciado por sua contribuição ao K-pop e à cultura pop mundial. Em maio, o grupo foi incluído na lista “TIME100 Most Influential Companies” da revista Time, em reconhecimento ao impacto econômico e cultural gerado por sua atuação na música, moda e publicidade. O prestígio internacional também se refletiu nas contínuas colaborações com marcas de luxo, reforçando o papel das integrantes como ícones da moda e da representatividade asiática em campanhas de alcance global. Mesmo sem lançamentos coletivos no ano, o BLACKPINK se manteve como um dos grupos femininos mais comentados e seguidos nas redes sociais, confirmando a força de sua marca e o envolvimento duradouro de seu público.

### 2025:Nova fase e retomada das atividades em grupo
No início de 2025, a YG Entertainment confirmou oficialmente o retorno do BLACKPINK como grupo. Através de um vídeo divulgação nas redes sociais, a empresa anunciou que o quarteto se reuniria para um novo álbum e uma turnê mundial, marcando o fim de um período de pausa coletiva desde 2023. O teaser contou com a frase em português “Elas estão de volta”, gerando grandes expectativas entre os fãs brasileiros quanto à inclusão do país na turnê.
Em fevereiro, foram anunciadas as primeiras datas da BLACKPINK World Tour 2025. O anúncio incluiu os primeiros shows na Coreia do Sul em julho, seguidos por apresentações nos Estados Unidos e na Europa, terminando em agosto em estádios como o Wembley, em Londres. Devido à alta demanda, a turnê foi ampliada, incluindo um segundo show no Citi Field, em Nova York, além de adições em Los Angeles e Paris.

O single “JUMP” foi lançado oficialmente em 11 de julho de 2025, marcando o primeiro trabalho inédito do BLACKPINK desde 2022. A divulgação foi precedida por sua estreia ao vivo durante a abertura da turnê mundial “Deadline”, em 5 de julho, no estádio de Goyang, na Coreia do Sul. O videoclipe, publicado logo após o show, alcançou mais de 26 milhões de visualizações nas primeiras 24 horas, tornando-se a maior estreia musical do ano no YouTube em 2025 e ocupando as primeiras posições no iTunes mundial, destacando-se em mais de 47 regiões do globo.

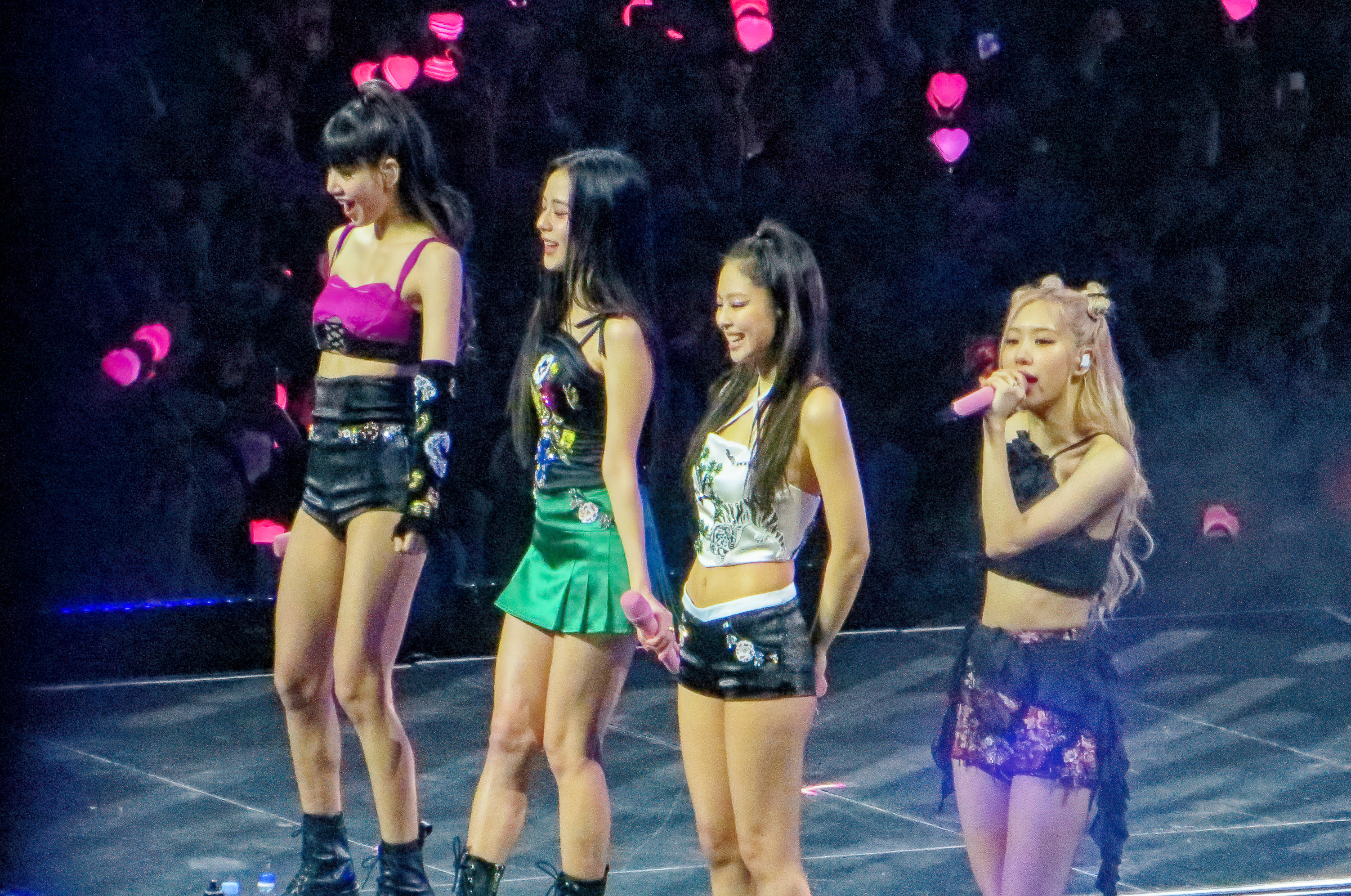
Blackpink em concerto da Born Pink World Tour em Londres, dezembro de 2022.

## Arte

### Estilo musical e influências
A música do Blackpink foi caracterizada principalmente como EDM e pop com elementos de hip hop e trap, embora tenham incorporado uma variedade de outros gêneros em sua discografia, como R&B, música árabe, balada e rock. Elas tendem a apresentar quedas de baixo com frequência em suas músicas, especialmente imediatamente antes do refrão, o que algumas publicações consideram parte de seu som característico. Vocalmente, a música do Blackpink foi descrita como uma combinação de rap feroz e ousado com o uso frequente de um estilo de canto "afiado". Jisoo explicou em entrevista à Rolling Stone que as integrantes estão "envolvidas desde o início" em seu processo criativo, desde "construir os blocos" até "adicionar este ou aquele sentimento" e "trocar feedback".
No início de sua carreira, Blackpink afirmou que queria emular as colegas de gravadora 2NE1 e "mostrar [sua] própria cor única". Blackpink citou vários outros artistas como suas influências musicais, incluindo Lady Gaga, Ariana Grande, Cardi B e Selena Gomez.

### Conceito e temas líricos
O conceito do Blackpink é representado pelo nome do grupo;  o lado "preto" representa sua imagem mais madura, "girl crush", enquanto o lado "rosa" representa sua imagem mais fofa e colorida. Em uma entrevista com Jimmy Kimmel, Rosé explicou que o grupo sente que "há duas cores que mais nos representaram porque somos muito femininas, mas ao mesmo tempo somos muito selvagens também", nomeando sua música "Pretty Savage" como a canção que as descrevia melhor porque "isso meio que combina com 'black pink'".
As letras do grupo geralmente abordam temas de independência, empoderamento feminino, separações e relacionamentos tóxicos, bem como romances de verão.

## Imagem pública e recepção
Desde sua estreia, o Blackpink emergiu como um ato de destaque no K-pop e foi rotulado como o "maior girl group do mundo", "maior banda feminina de K-pop do planeta",  e "Rainhas do K-pop". Insider escreveu que elas "estouraram na cena K-pop com um conjunto de singles que as colocaram no caminho para se tornarem as embaixadoras do conceito girl crush", encapsulando "confiança, sensualidade e garantia inspiradora, no cenário do K-pop". A Billboard as chamou de "representantes mais visíveis do K-pop" do girl crush após o lançamento de "Ddu-Du Ddu-Du" em 2018. Na Coreia do Sul, elas ficaram em primeiro lugar na lista Forbes Korea Power Celebrity 40 em 2019, terceiro em 2020 e segundo em 2021. Meios de comunicação internacionais como Forbes, Billboard e The Hollywood Reporter reconheceram a popularidade e contribuição do grupo para espalhar a onda coreana globalmente. Blackpink foi citado pela Rolling Stone como uma exceção ao estereótipo de que os atos de K-pop mais bem sucedidos nos Estados Unidos são grupos masculinos.
O grupo também foi creditado como um dos dois artistas que lideram o crescimento da indústria musical coreana pela Federação Internacional da Indústria Fonográfica (IFPI). Blackpink apareceu em várias listas de poder. Elas foram o primeiro girl group a entrar na 30 Under 30 Asia da Forbes e foram nomeadas para a lista de estrelas em ascensão da Time 100 Next de 2019, creditadas por "anunciar uma nova era de atos coreanos ultrapassando as barreiras linguísticas para tocar em palcos globais" quando se tornaram o primeiro grupo de K-pop a se apresentar no Coachella, o maior festival de música do mundo. Em outra novidade para um ato coreano, o Blackpink foi nomeado os maiores músicos do mundo no mês de outubro de 2020 no Pop Star Power Ranking da Bloomberg. A revista People incluiu Blackpink em sua lista de mulheres mudando a indústria da música. Elas se tornaram o terceiro girl group da história a estampar a capa da Rolling Stone, depois das Spice Girls e Destiny's Child, quando cobriram a edição de junho de 2022 da revista.
Blackpink acumulou um grande número de seguidores nas mídias sociais e plataformas de streaming. Elas se tornaram o grupo de música mais inscrito no YouTube em setembro de 2019, e o ato feminino mais inscrito no YouTube em julho de 2020, e o ato musical mais inscrito em geral, em setembro de 2021, com mais de 76 milhões de assinantes em agosto de 2022. No Instagram, as integrantes do grupo também são os quatro indivíduos mais seguidos na Coreia do Sul (em ordem do primeiro ao quarto: Lisa, Jennie, Jisoo e Rosé). Blackpink se tornou o girl group mais seguido no Spotify em novembro de 2019; em agosto de 2022, elas têm mais de 31 milhões de seguidores.
Especialmente na Coreia do Sul, a influência do Blackpink também se estende à moda. Cada integrante serviu como embaixadoras globais de diferentes marcas de luxo: Jisoo para Dior, Jennie para Chanel, Rosé para Yves Saint Laurent, e Lisa para Bulgari e Celine. Além disso, o Blackpink foi creditado por chamar a atenção internacional para o hanbok sul-coreano através de suas reinterpretações modernas do traje tradicional em seu videoclipe e performances "How You Like That". O grupo considera a moda uma parte importante de sua imagem pública, com Jennie dizendo à revista Elle que "definitivamente nos empodera tanto quanto a música" e Rosé descrevendo-a como inseparável de sua música. Seu estilo é conhecido por misturar a uniformidade do grupo com os gostos individuais.

## Outros empreendimentos

### Endossos

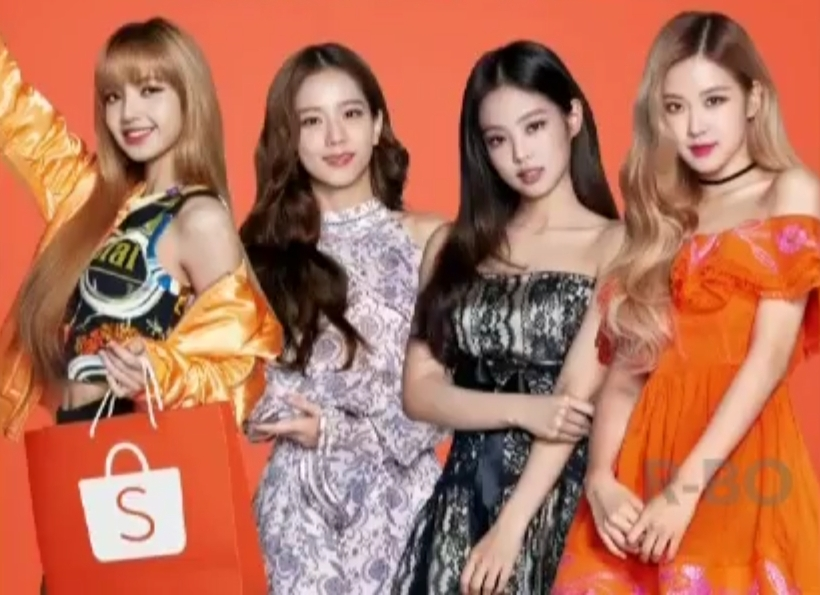
Blackpink em anúncio de 2018 para Shopee.

Blackpink adquiriu vários acordos de patrocínio em vários setores ao longo de sua carreira. Globalmente, Blackpink foram embaixadores da Kia Motors, que também serviu como patrocinador principal da In Your Area World Tour do grupo. Na América do Norte, Blackpink fez parceria com a empresa de brinquedos Jazwares para criar uma coleção de bonecas com roupas de seus videoclipes, bem como outras linhas de brinquedos colecionáveis. Em junho de 2020, o Blackpink colaborou com o ZEPETO, um serviço de avatar 3D sul-coreano operado pela Naver Z, para oferecer aos fãs personagens que correspondem a cada integrante, permitindo que os fãs vejam as personagens cantando e dançando, além de tirar fotos juntos no aplicativo. O evento virtual de autógrafo de fãs do Blackpink no aplicativo foi popular entre os fãs internacionais, com o serviço ultrapassando 30 milhões de participantes em 11 de setembro de 2020 e o número de novos usuários aumentando em 300.000 após o lançamento do vídeo de performance de dança "Ice Cream". Além disso, o grupo também se uniu ao popular jogo battle royale PUBG Mobile para lançar conteúdo e eventos colaborativos dentro do jogo.

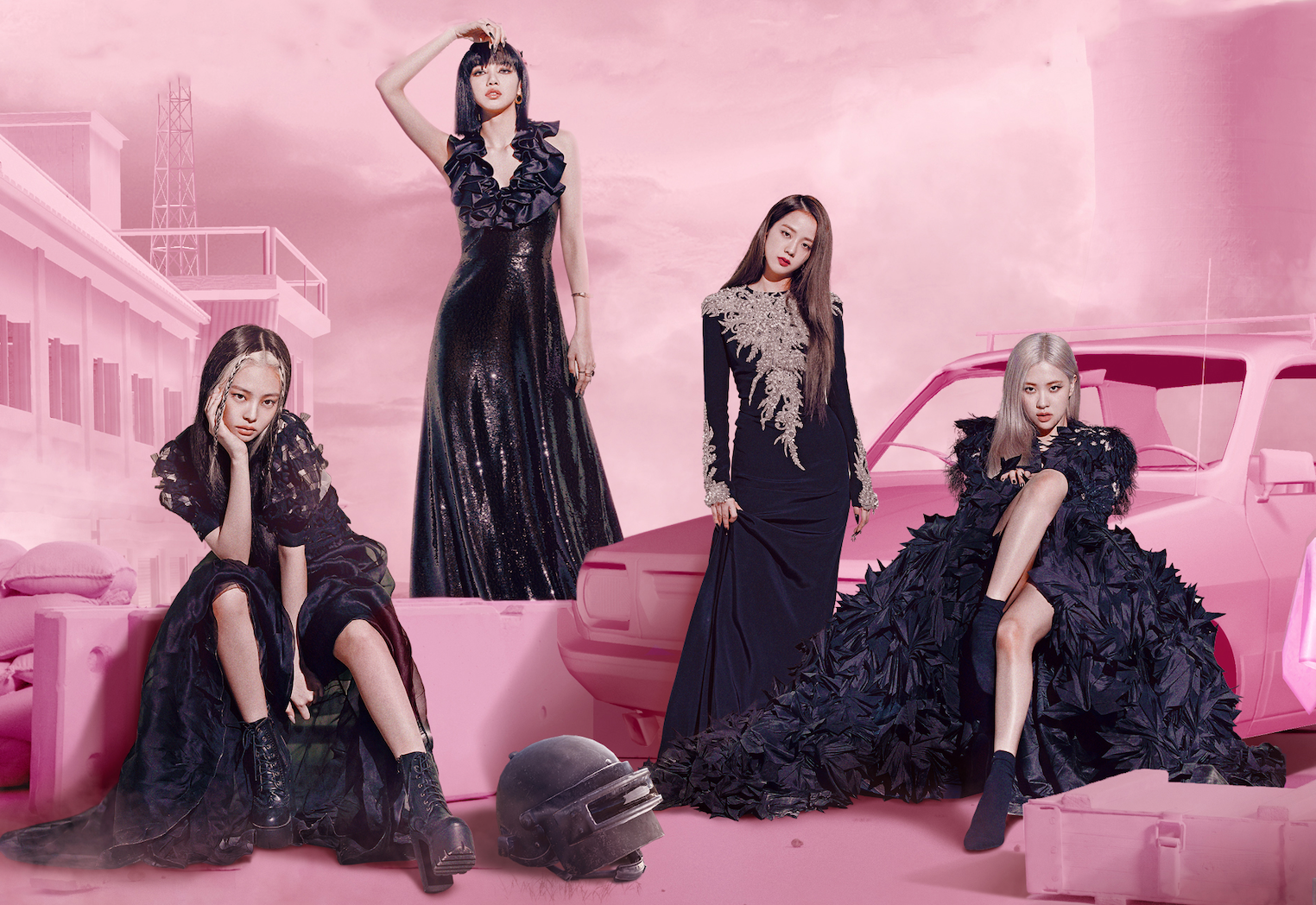
Blackpink em um anúncio para PUBG Mobile.

Na Ásia, Blackpink endossou a Samsung, trabalhando com a empresa em várias campanhas para promover seus produtos eletrônicos, como o desafio #danceAwesome para promover o Galaxy A. Em agosto de 2019, a Samsung lançou uma edição especial do Blackpink no sudeste da Ásia, composta por Galaxy A80, Galaxy Watch Active e Galaxy Buds. O grupo apresentou Galaxy S10+ e Galaxy Buds em seu videoclipe "Kill This Love". Em novembro de 2018, o Blackpink se tornou o primeiro embaixador regional da marca para a plataforma de comércio eletrônico de Singapura, Shopee, como parte de sua parceria com o YG Group no Sudeste Asiático e em Taiwan. O banco tailandês KBank iniciou sua parceria com o Blackpink em novembro de 2019. Em setembro de 2020, Blackpink tornou-se porta-voz da Pepsi na região Ásia-Pacífico, incluindo Grande China, Filipinas, Tailândia e Vietnã. A empresa de telecomunicações filipina Globe Telecom iniciou sua parceria com o Blackpink em dezembro de 2020 como embaixadoras da marca.

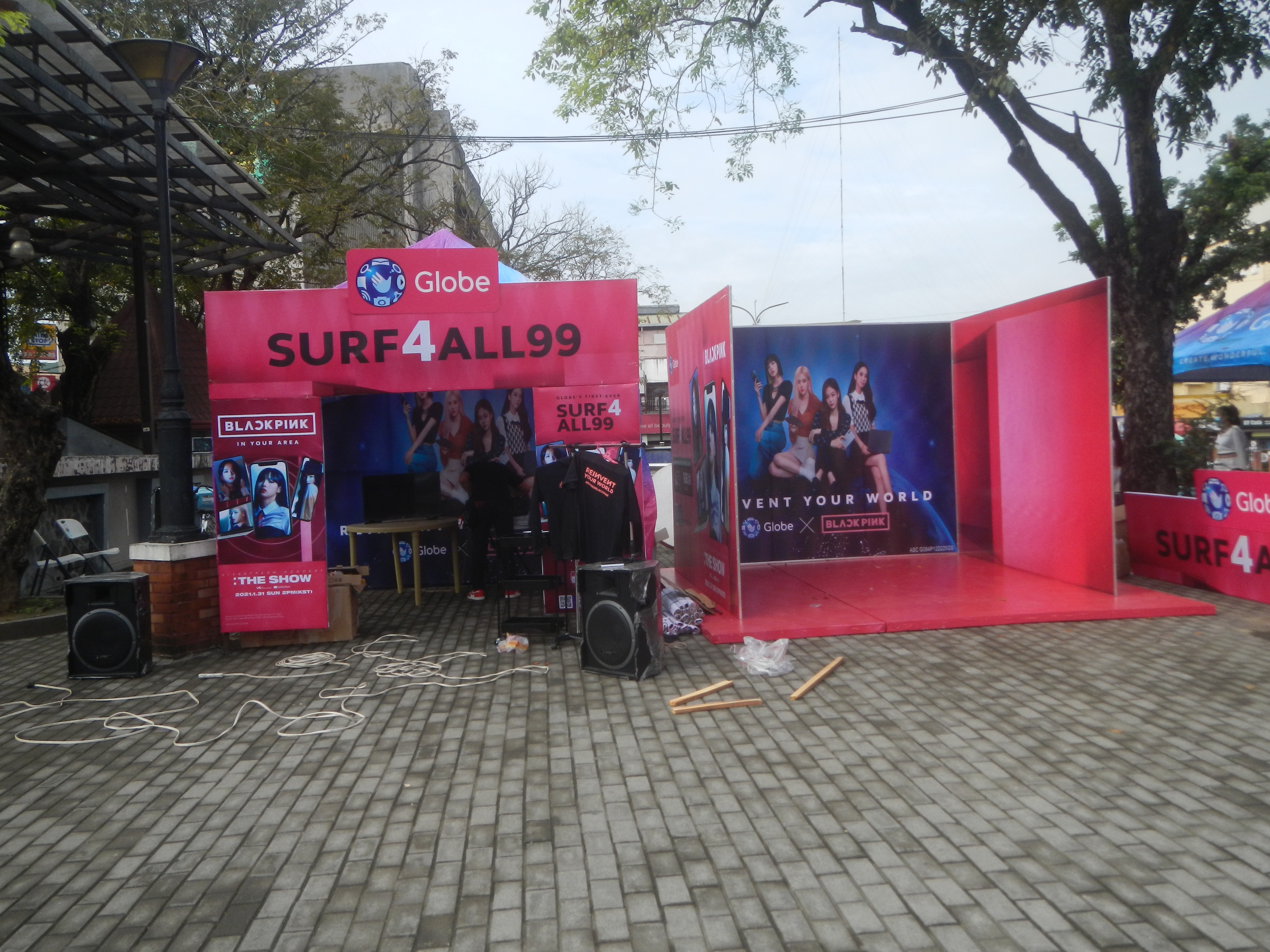
Stand da marca Globe Telecom nas Filipinas, em parceria com Blackpink para promover seu concerto online THE SHOW, em 2020.

Na Coreia do Sul, Blackpink foram embaixadoras da marca ou modelos da marca de roupas esportivas Adidas, hotel de luxo e resort Paradise City, marca de lentes de contato Olens, e marca de cuidados com os cabelos Mise-En-Scène. Em julho de 2018 e agosto de 2020, o grupo ficou em primeiro lugar entre todos os artistas em reputação de marca com base em análises do The Korea Reputation Research Institute, tornando-os o único ato feminino a fazê-lo. Em maio de 2017, Blackpink tornou-se embaixadora honorária da empresa de serviços alfandegários Incheon Main Customs; banners e vídeos com suas imagens cumprimentavam viajantes estrangeiros no Aeroporto Internacional de Incheon. Em abril de 2018, Blackpink começou a anunciar Sprite Korea. Em janeiro de 2019, o grupo se tornou o rosto do Woori Bank. O grupo também endossou e colaborou com outras marcas de alta qualidade, como as marcas de roupas esportivas Puma e Reebok, casas de moda de luxo Louis Vuitton e Dior Cosmetics, marca de cosméticos Moonshot marca de bolsa St. Scott London e a loja de departamentos Shibuya 109. Blackpink também lançou mercadorias em colaboração com Tokyo Girls Collection x Cecil McBee no Japão.
Entre 2020 e 2025, o BLACKPINK se consolidou como um dos maiores fenômenos globais não apenas na música, mas também no mercado da moda, beleza e tecnologia, graças a uma série de parcerias com marcas de renome mundial que reforçaram sua imagem multifacetada e sua influência cultural em diversas áreas. Em 2020, o grupo firmou uma parceria estratégica com a Samsung, tornando-se embaixadores globais da linha Galaxy A. Essa campanha foi marcada pela combinação da tecnologia com a cultura jovem e dinâmica do BLACKPINK, alcançando audiências em todo o mundo e reforçando o poder da cultura pop sul-coreana como um fenômeno global. A presença do grupo em comerciais e eventos da Samsung destacou seu impacto não só musical, mas também como ícones da inovação e estilo contemporâneo.
No setor de beleza, as integrantes do BLACKPINK também conquistaram posições de destaque. Lisa, por exemplo, em 2020, foi anunciada como a primeira artista de K-pop a se tornar embaixadora global da MAC Cosmetics, participando de campanhas que reforçaram sua identidade jovem e fashionista, com foco em maquiagem que virou tendência entre os fãs. As campanhas de Lisa alcançaram enorme repercussão internacional e abriram portas para que outras integrantes seguissem carreiras similares em marcas de luxo. Jennie, por sua vez, marcou 2021 ao ser nomeada embaixadora global da Chanel, tornando-se a primeira artista feminina coreana a protagonizar campanhas globais da marca. Sua relação com a grife francesa foi construída com cuidado e destacada em campanhas publicitárias, desfiles e eventos, fortalecendo a conexão do BLACKPINK com o universo da alta-costura e elevando ainda mais sua imagem de estilo sofisticado e contemporâneo.
Lisa também assumiu o posto de embaixadora da Celine, participando de campanhas que destacaram seu estilo único e sua influência no mundo da moda. As campanhas foram elogiadas por sua autenticidade e por misturar elementos do streetwear com a alta moda, tornando a parceria um case de sucesso para ambas as partes. Rosé foi nomeada embaixadora da Saint Laurent, participando de desfiles e campanhas que consolidaram sua imagem elegante e influente. Sua presença reforçou a imagem da marca como referência de beleza contemporânea e elegância. Jisoo assumiu o posto de embaixadora da Dior, participando de eventos internacionais e editoriais que ampliaram sua visibilidade no mundo da moda.
Entre 2024 e 2025, o BLACKPINK continuou a expandir sua presença no mercado de luxo. Rosé foi destaque em campanhas da Yves Saint Laurent Beauty, tornando-se a face de lançamentos globais na área de perfumaria e maquiagem. Jisoo assumiu o posto de embaixadora da Tommy Hilfiger, protagonizando campanhas que misturavam o estilo clássico americano com toques contemporâneos, demonstrando a versatilidade do BLACKPINK em diferentes nichos do mercado fashion. A parceria com a Tommy Hilfiger ampliou a presença do grupo no mercado de moda ocidental, consolidando sua imagem como ícones globais de estilo. 

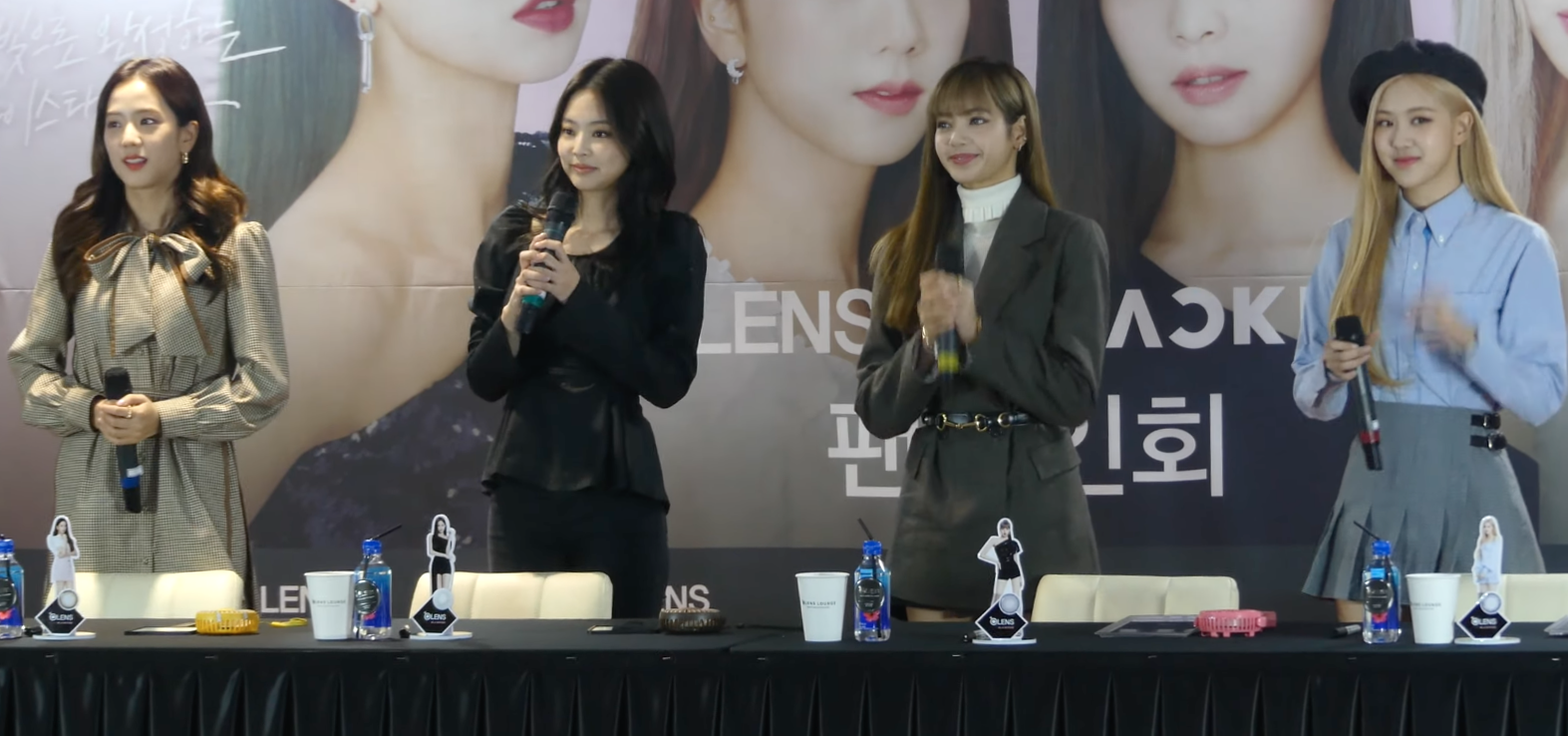
Blackpink em fansign da marca Olens, em 2019.

### Filantropia
Em dezembro de 2018, Blackpink doou seu prêmio em dinheiro do Elle Style Awards 2018, no valor de ₩20 milhões (cerca de US$16.630), para famílias de baixa renda e monoparentais na Coreia do Sul. Em abril de 2019, Blackpink fez uma doação de ₩40 milhões (cerca de US$33.300) para a Hope Bridge Association of the National Disaster Relief para as vítimas do incêndio florestal de Goseong na Coreia do Sul, fazendo o mesmo em março de 2022 doando ₩500 milhões para lagar por reparação de danos causados pelos incêndios florestais que acontecem em Gangwon e Gyeongbuk. Em abril de 2020, o Blackpink lançou máscaras faciais por meio da Bravado, empresa de merchandising afiliada à UMG; todos os rendimentos beneficiaram a iniciativa MusiCares da Recording Academy, que lançou um fundo de ajuda em resposta à pandemia de COVID-19 e seu impacto na indústria da música. Em dezembro de 2020, o grupo pediu ação sobre as mudanças climáticas e promoveu a Conferência das Nações Unidas sobre as Mudanças Climáticas de 2021 (COP26), esperando que seus fãs "se juntem a nós nesta jornada" para "aprender sobre o que está acontecendo, o que precisa acontecer e como pode fazer a nossa parte." Em 25 de fevereiro de 2021, o Blackpink foi formalmente nomeado defensor oficial da COP26 em Seul, onde recebeu uma carta de agradecimento pessoal escrita pelo primeiro-ministro do Reino Unido, Boris Johnson, por seu trabalho na disseminação da conscientização sobre as mudanças climáticas. Em 23 de outubro de 2021, o grupo fez parte da programação do especial do YouTube Originals intitulado "Querida Terra", que se concentrava em incentivar os espectadores a se tornarem mais ambientalmente conscientes.
A partir de 2022, as integrantes do BLACKPINK intensificaram suas ações filantrópicas de forma individual e coletiva. Em março de 2024, Jisoo anunciou que todos os lucros provenientes de seu canal no YouTube seriam revertidos à organização Save the Children, com foco no reflorestamento de áreas de mangue no Vietnã, reforçando seu compromisso ambiental com causas globais. No mesmo ano, Jennie realizou uma significativa doação de ₩100 milhões (aproximadamente US$ 74 mil) à Habitat for Humanity Korea, visando a construção de uma escola para jovens da comunidade Koryoin, composta por descendentes de coreanos vindos da ex-União Soviética. Em março de 2025, tanto Jennie quanto Jisoo contribuíram financeiramente com o Hope Bridge National Disaster Relief Association, em resposta a incêndios florestais de grandes proporções no leste da Coreia do Sul. Além disso, desde 2021, o grupo mantém participação ativa em campanhas de conscientização ambiental promovidas por entidades como a ONU e o YouTube, incluindo a iniciativa “Dear Earth” e ações de engajamento junto aos Objetivos de Desenvolvimento Sustentável (ODS), demonstrando compromisso contínuo com pautas climáticas.
Além das causas ambientais, as integrantes do BLACKPINK também demonstraram apoio a iniciativas voltadas à educação e bem-estar social. Em maio de 2024, Jennie foi reconhecida pela imprensa sul-coreana pela sua contribuição a projetos educacionais voltados a jovens refugiados coreanos, conhecidos como Koryoin, além de mobilizar fãs a participarem de arrecadações conjuntas em datas comemorativas como seu aniversário. A ação repercutiu positivamente entre organizações humanitárias locais, destacando o engajamento da artista com temas sensíveis à sociedade coreana contemporânea. Desde o início da carreira, o grupo também promoveu campanhas em parceria com a UNICEF e o Programa Mundial de Alimentos (WFP), incentivando a doação de alimentos e suporte escolar a comunidades carentes na Ásia. Embora essas colaborações nem sempre estejam associadas diretamente a grandes eventos públicos, a visibilidade das artistas tem impulsionado o alcance e a efetividade dessas causas, especialmente entre o público jovem.

## Integrantes
- Jisoo (hangul: 지수) nascida Kim Ji-soo (hangul: 김지수) em Gunpo, Gyeonggi, Coreia do Sul em 3 de janeiro de 1995 (30 anos). Posições: Lead Vocalist e Visual.
- Jennie (hangul: 제니) nascida Kim Jennie (hangul: 김제니) em Gangnam, Seul, Coreia do Sul em 16 de janeiro de 1996 (29 anos). Posições: Main Rapper e Lead Vocalist.
- Rosé (hangul: 로제) nascida Roseanne Park, cujo nome coreano é Park Chae-young (hangul: 박채영), nasceu em Auckland, Nova Zelândia em 11 de fevereiro de 1997 (28 anos). Posições: Main Vocalist e Lead Dancer.
- Lisa (hangul: 리사) nascida Pranpriya Manobal, mudando o seu nome legalmente para Lalisa Manobal, nasceu em Buri Ram, na Tailândia em 27 de março de 1997 (28 anos). Posições: Lead Rapper, Main Dancer, Sub Vocalist e Maknae.

## Discografia
- The Album (2020)
- Born Pink (2022)

## Filmografia
- Blackpink House (2018, V Live / YouTube / JTBC2)[256]
- YG Future Strategy Office (2018, Netflix)[257][a]
- Blackpink x Star Road (2018, V Live)
- Blackpink Diaries (2019, V Live / YouTube)
- 24/365 with Blackpink (2020, YouTube)[113]
- Blackpink: Light Up The Sky (2020, Netflix)[130]
- Blackpink: The Movie (2021)[258]
- Blackpink: 'B.P.M' (2022-2023, YouTube)
- Blackpink World Tour [Born Pink] In Cinemas (2024)[259]

## Concertos e turnês
Turnês principais
- Blackpink Arena Tour (2018)
- In Your Area World Tour (2018–2020)
- Born Pink World Tour (2022–2023)
- Deadline World Tour (2025–2026)

Concertos principais
- Blackpink Japan Premium Debut Showcase (2017)
- 2019 Private Stage [Chapter 1] (2019)
- YG Palm Stage ― 2021 Blackpink: The Show (2021)
- Livestream Concert: The Show (2021)

## Prêmios e indicações
Os prêmios de Blackpink incluem três People's Choice Awards, um Teen Choice Award, um MTV Video Music Award, nove Gaon Chart Music Awards, seis Golden Disc Awards, cinco Melon Music Awards, oito Mnet Asian Music Awards, dois Seoul Music Awards e seis Guinness World Records.
O videoclipe de "Ddu-Du Ddu-Du" se tornou o videoclipe mais assistido por um grupo sul-coreano em janeiro de 2019 e se tornou o primeiro videoclipe de um grupo de K-pop a ultrapassar um bilhão de visualizações em novembro de 2019. Após o lançamento de "How You Like That" e seu videoclipe em 26 de junho de 2020, Blackpink quebrou cinco Guinness World Records, incluindo os de vídeo do YouTube mais visto nas primeiras 24 horas de lançamento (com 86,3 milhões de visualizações) e o maior número de espectadores para uma estreia de vídeo no YouTube (atingindo o pico de 1,66 milhão de espectadores simultâneos para a estreia ao vivo). Em 2021, Blackpink foi premiado com seu sexto Guinness World Record por ser a banda mais inscrita no YouTube, com mais de 60 milhões de assinantes.
Blackpink foi reconhecido como uma das dez figuras "Visionário 2020", selecionadas pela CJ E&M, que inspiraram o público global com seu trabalho pioneiro na cultura pop coreana em 2020.
Em 28 de agosto de 2022, BLACKPINK ganhou um MTV Video Music Awards (conhecido como VMA) em parceria com o jogo eletronico PUBG Mobile em um show virtual chamado "BLACKPINK: THE VIRTUAL", A integrante Lisa ganhou um VMA com sua música solo Lalisa também.